# Mediáció (távközlés)
Telekommunikációs körökben a mediáció (angolul: mediation) kifejezés azokat a köztes szoftver (angolul: middleware) rendszereket jelenti, amelyek a különféle forrásból érkező forgalmi adatokat (például a telefonközpontoktól érkező CDR-ek, társszolgáltatóktól érkező listák) és forgalomfüggetlen díj adatokat a számlázó rendszer előtt feldolgozzák.
Jellemzően a különféle formátumú üzeneteket dekódolás után egységes formában kapja meg a számlázó rendszer.
A mediációs fázisban különféle hívásrekordokat érintő módosítások is lehetnek, jellemző például, hogy egy telefonközpont bizonyos időnként (például 2 óránként) ír egy CDR-t, és ha egy hívás ezen az időponton túlnyúlik, akkor az elvágva, a második fele a következő CDR-ben fog szerepelni. A mediációs rendszerek az ilyen több darabban érkező hívásrekordokat is össze szokták fűzni.